# Dulce Cataluña
Dolça Catalunya es un blog digital de opinión español escrito en catalán y castellano, que trata principalmente sobre la actualidad de Cataluña, pero también de la del resto de España.
Fundado en octubre de 2013 principalmente por Guillermo Elizalde Monroset, sus artículos se oponen y refutan al nacionalismo catalán.
Considerado como uno de los blogs más leídos de España, se describe como un portal escrito por ciudadanos anónimos cualesquiera, está dirigido y editado por miembros del ámbito editorial asociados al conservadurismo, la extrema derecha, al Opus Dei y a académicos de la Universidad Abad Oliva CEU.

## Discurso y alcance público
Los escritos de Dolça Catalunya, que alternan catalán y castellano en todos sus artículos sin nunca ir firmados, tienen el objetivo de crear un discurso contra el nacionalismo catalán a través del uso de la demagogia y un amplio abanico de connotaciones anti catalanas y otras discriminaciones racistas y homófobas.
El anonimato de sus piezas utiliza un lenguaje que, aunque reivindica la sátira y el estilo desenfadado, abusa de los insultos explícitos, la humillación y la ridiculización de los adversarios políticos. Por medio de un discurso que aboga por el revisionismo histórico aplicado al catalanismo hispánico (que se aleja del colonialismo español para asociar el único sentido histórico de Cataluña como parte indivisible de España), ha sido una plataforma partícipe de la internacionalización de campañas de gerrymandering y posverdad como la región ficticia de Tabarnia, así como de convocatorias de carácter neonazis.
En el ámbito de la lengua, con su relato de secesionismo lingüístico Dolça Catalunya ha atacado, entre otros proyectos, la Wikipedia en catalán y su comunidad, que ha tildado de «fanáticos», «incontablemente subvencionados» y de ser "propaganda".
Se considera que Dolça Catalunya es un portal de clickbait con estructura de blog que no cumple los criterios de profesionalidad informativa. Su contenido se enmarca en el tono populista, sensacionalista y diseminador de noticias engañosas.
Una de sus estrategias de posicionamiento web, aparte de un muy elevado seguimiento en redes sociales, es la autoreferencialidad y el uso de múltiples enlaces cruzados con otros portales similares de tendencia ultraconservadora, partidarios de la unidad de España y contra la inmigración. Esto le facilita un elevado impacto y visibilidad en el posicionamiento en buscadores de los motores de búsqueda como el de Google.

## Obras publicadas
En 2019 dos de los vinculados como colaboradores editoriales de Dolça Catalunya, Javier Barraycoa Martínez y Pau Guix, participaron como figuras más destacadas en la promoción en toda España del libro sobre Dolça Catalunya, también sin autor explícito y que pretende ofrecer soluciones contra el "yugo nacionalista" catalán, entendido como el independentismo catalán, desde la visión del "blog más leído". A las presentaciones asistieron políticos destacados y parlamentarios de los grupos Ciudadanos, Vox y el Partido Popular, que elogiaron el contenido y el discurso ideológico como necesario.